# Wallace & Gromit: Nära ögat
Wallace & Gromit: Nära ögat (eng. originaltitel A Close Shave) är en brittisk animerad film från  1995. Filmen är gjord av modellermassa och filmad med stop motion-tekniken. Filmen är den tredje från Nick Park med duon Wallace och Gromit.

## Handling
Wallace och Gromit som driver en fönstertvättsfirma får en natt en oväntad besökare, ett får. På morgonen inser de att fåret har ätit på stora delar av deras hem, men det är dags att ge sig iväg på arbete - tvätta fönstren på en butik som säljer garn.
Wallace blir kär i föreståndarinnan Wendolene Ramsbottom, dottern till en uppfinnare som har en robothund Preston.
När det kommer hem igen upptäcker de att fåret, som de ger namnet Shaun, har vänt upp-och-ner på deras hem, och för att få ordning så stoppar de honom i  Knit-o-Matic-maskinen, som klipper fåret och stickar en tröja av ullen. Hela tiden har den elaka hunden Preston spionerat på dem, han har en ond plan.

## Om filmen
Filmen vann en Oscar för bästa animerade kortfilm vid Oscarsgalan 1996.

## Röster

### Engelska (i urval)
- Peter Sallis - Wallace
- Anne Reid - Wendolene

### Svenska
- Claes Månsson - Wallace